# كليمنس هاس
كليمنس هاس (بالألمانية: Clemens Hasse)‏ (و. 1908 – 1959 م) هو مؤدي أصوات، وممثل مسرحي، وممثل أفلام ألماني، ولد في كونيغسبرغ، توفي في نيويورك، عن عمر يناهز 51 عاماً، بسبب نوبة قلبية.

## وصلات خارجية
- كليمنس هاس على موقع IMDb (الإنجليزية)
- كليمنس هاس على موقع ألو سيني (الفرنسية)
- كليمنس هاس على موقع أول موفي (الإنجليزية)
- كليمنس هاس على موقع قاعدة بيانات الأفلام السويدية (السويدية)
- كليمنس هاس على موقع قاعدة بيانات الفيلم (الإنجليزية)
- كليمنس هاس على موقع كينوبويسك (الروسية)